# Заварзин, Аммос Петрович
Аммо́с Петрович Зава́рзин (? — не позднее 1845) — русский чиновник, литератор первой четверти XIX века.

## Биография
Родился в дворянской семье в конце XVIII века: по разным сведениям — в 1788, 1790 или 1793 году. 
В 1806—1809 гг. служил в Тульском уездном суде. В 1839 году — коллежский советник, советник Казанского губернского правления. Был награждён орденом Святой Анны 3-й степени.
Из его произведений известны дидактическое обращение «К Россиянам и Россиянкам цветущего возраста» (М., 1813) и «Чувствование сына отечества» (СПб., 1814), посвящённое победе над Наполеоном в 1814 году и прославлению императоров России.
Был женат, имел сыновей Николая (1822—?) и Павла (1826—?).